# Jessica Brown Findlay
Jessica Rose Brown Findlay (Cookham, 1987. szeptember 14. –) angol színésznő. 
Legismertebb szerepei Lady Sybil Crawley a Downton Abbey sorozatból, illetve Emelia Conan Doyle a 2011-es Albatross című filmből.
Szerepelt a 2014-es Téli mese, majd egy évvel később a Victor Frankenstein című filmben. 2016-ban csatlakozott az England is Mine című, a The Smiths együttes énekeséről, Morrissey-ről szól életrajzi film szereplőgárdájához.
A Harlots (2017-2019) és Brave New World című sorozatok epizódjaiban is feltűnt.

## Élete és pályafutása
A Berkshire-i Cookhamben nőtt fel. Apja pénzügyi tanácsadó, anyja pedig tanársegéd. A maidenheadi Furze Platt Senior Schoolban tanult. Ezt követően az Arts Educational Schoolban folytatta tanulmányait, majd a Central Saint Martin's College of Art and Designon tanult.

## Magánélete
2016-ban kezdett járni Ziggy Heath színésszel. 2020. szeptember 12-én házasodtak össze.

## Filmográfia

### Film
| Év   | Magyar cím                | Eredeti cím                                       | Szerep             | Magyar hang       |
| ---- | ------------------------- | ------------------------------------------------- | ------------------ | ----------------- |
| 2009 |                           | Man on a Motorcycle (rövidfilm)                   | Lány az ágyban     |                   |
| 2011 |                           | Albatross                                         | Emelia Conan Doyle |                   |
| 2014 | Téli mese                 | Winter's Tale                                     | Beverly Penn       | Réti Adrienn      |
| 2014 | Altatódal                 | Lullaby                                           | Karen Lowenstein   | Eke Angéla        |
| 2014 |                           | The Riot Club                                     | Rachel             |                   |
| 2015 | Victor Frankenstein       | Victor Frankenstein                               | Lorelei            | Sipos Eszter Anna |
| 2016 |                           | This Beautiful Fantastic                          | Bella Brown        |                   |
| 2017 |                           | England Is Mine                                   | Linder Sterling    |                   |
| 2017 | Szörnyen boldog család    | Monster Family                                    | Fay (hangja)       | Nemes Takách Kata |
| 2018 |                           | The Guernsey Literary and Potato Peel Pie Society | Elizabeth McKenna  |                   |
| 2020 |                           | The Banishing                                     | Marianne           |                   |
| 2021 | München                   | Munich – The Edge of War                          | Pamela Legat       | Sipos Eszter Anna |
| 2021 | Szörnyen boldog család 2. | Monster Family 2                                  | Fay (hangja)       | Nemes Takách Kata |
| 2022 |                           | Iris Warriors                                     | Miss Shaw          |                   |
| 2022 |                           | The Hanging Sun                                   | Lea                |                   |